# فورت وین (ایندیانا)
فورت وین (به انگلیسی: Fort Wayne) شهری در ایالت ایندیانا در آمریکاست. 
طبق آمار گرفته شده در اول ژوئیه ۲۰۰۸ جمعیت این شهر حدود ۲۴۷،۲۵۱ نفر بوده‌است که به عنوان هفتاد و یکمین شهر پرجمعیت شناخته شده‌است.
این شهر بعد از ایندیاناپولیس در ایالت ایندیانا بزرگترین شهر این ایالت می‌باشد و جمعیت این شهر با حومه آن ۴۱۹٬۴۵۳ نفر می‌باشد.